# Iegorievka
Iegorievka (en rus: Егорьевка) és un poble de Baixkíria, a Rússia, que en el cens del 2010 tenia 25 habitants. Pertany al districte de Iermolàievo.